# Душенкевичевська волость
Душенкевичеська волость — історична адміністративно-територіальна одиниця Олександрійського повіту Херсонської губернії.
Станом на 1886 рік складалася з 13 поселень, 13 сільських громад. Населення — 1254 особи (635 чоловічої статі та 619 — жіночої), 239 дворових господарств.
|                     | Площа, десятин | У тому числі орної, дес. |
| ------------------- | -------------- | ------------------------ |
| Сільських громад    | 1557           | 1388                     |
| Приватної власності | 9200           | 4729                     |
| Казенної власності  | 1290           | 620                      |
| Іншої власності     | 78             | 33                       |
| Загалом             | 12125          | 6770                     |

Найбільше поселення волості:
- Душенкевичеве — село річці Вершино-Мурзинка за 23 верст від повітового міста, 263 особи, 51 двір, православна церква. За 5 верст — залізнична станція.